# Ваббасіка (Арканзас)
Ваббасіка (англ. Wabbaseka) — місто (англ. town) в США, в окрузі Джефферсон штату Арканзас. Населення — 180 осіб (2020).

## Географія
Ваббасіка розташована на висоті 62 метри над рівнем моря за координатами 34°21′27″ пн. ш. 91°47′41″ зх. д. / 34.35750° пн. ш. 91.79472° зх. д. (34.357527, -91.794760).  За даними Бюро перепису населення США в 2010 році місто мало площу 0,95 км², з яких 0,94 км² — суходіл та 0,01 км² — водойми. В 2017 році площа становила 0,89 км², з яких 0,89 км² — суходіл та 0,00 км² — водойми.

## Демографія
Згідно з переписом 2010 року, у місті мешкало 255 осіб у 108 домогосподарствах у складі 63 родин. Густота населення становила 269 осіб/км².  Було 134 помешкання (141/км²). 
Расовий склад населення:
| - 75,7 % — чорних або афроамериканців - 22,4 % — білих - 0,4 % — корінних американців |

До двох чи більше рас належало 1,6 %. Іспаномовні складали 1,6 % від усіх жителів.
За віковим діапазоном населення розподілялося таким чином: 20,0 % — особи молодші 18 років, 59,2 % — особи у віці 18—64 років, 20,8 % — особи у віці 65 років та старші. Медіана віку мешканця становила 47,6 року. На 100 осіб жіночої статі у місті припадало 99,2 чоловіків;  на 100 жінок у віці від 18 років та старших — 96,2 чоловіків також старших 18 років.
Середній дохід на одне домашнє господарство  становив 35 624 долари США (медіана — 19 875), а середній дохід на одну сім'ю — 49 011 долар (медіана — 30 500). За межею бідності перебувало 31,3 % осіб, у тому числі 38,2 % дітей у віці до 18 років та 27,1 % осіб у віці 65 років та старших.
Цивільне працевлаштоване населення становило 89 осіб. Основні галузі зайнятості: освіта, охорона здоров'я та соціальна допомога — 40,4 %, виробництво — 15,7 %, публічна адміністрація — 9,0 %, науковці, спеціалісти, менеджери — 6,7 %.
За даними перепису населення 2000 року у Ваббасікі проживало 323 особи, 83 родини, налічувалося 132 домашніх господарств і 150 житлових будинків. Середня густота населення становила близько 323 особи на один квадратний кілометр. Расовий склад Ваббасіки за даними перепису розподілився таким чином: 15,17 % білих, 84,21 % — чорних або афроамериканців, 0,62 % — представників змішаних рас.
З 132 домашніх господарств в 25,0 % — виховували дітей віком до 18 років, 44,7 % представляли собою подружні пари, які спільно проживали, в 17,4 % сімей жінки проживали без чоловіків, 36,4 % не мали сімей. 35,6 % від загального числа сімей на момент перепису жили самостійно, при цьому 15,9 % склали самотні літні люди у віці 65 років та старше. Середній розмір домашнього господарства склав 2,45 людина, а середній розмір родини — 3,18 особи.
Населення містечка за віковим діапазоном за даними перепису 2000 року розподілилося таким чином: 27,9 % — жителі молодше 18 років, 7,1 % — між 18 і 24 роками, 22,3 % — від 25 до 44 років, 21,1 % — від 45 до 64 років і 21,7 % — у віці 65 років та старше. Середній вік мешканця склав 38 років. На кожні 100 жінок у Ваббасікі припадало 95,8 чоловіків, у віці від 18 років та старше — 92,6 чоловіків також старше 18 років.
Середній дохід на одне домашнє господарство в містечкі склав 14 792 долара США, а середній дохід на одну сім'ю — 24 375 доларів. При цьому чоловіки мали середній дохід в 16 250 доларів США на рік проти 28 750 доларів середньорічного доходу у жінок. Дохід на душу населення в містечкі склав 10 902 долара на рік. 28,1 % від усього числа сімей в окрузі і 30,7 % від усієї чисельності населення перебувало на момент перепису населення за межею бідності, при цьому 44,8 % з них були молодші 18 років і 31,1 % — у віці 65 років та старше.